# Peter Velits
Peter Velits, slovaški kolesar, * 21. februar 1985, Bratislava, Češkoslovaška.
Velits je upokojeni profesionalni kolesar, ki je v svoji karieri tekmoval za ekipe Wiesenhof–Felt, Team Milram, Team HTC–Columbia, Omega Pharma–Quick-Step in BMC Racing Team. Leta 2007 je osvojil naslov svetovnega prvaka na cestni dirki v kategoriji do 23 let, istega leta je zmagal tudi na enodnevni dirki Grand Prix de Fourmies. Največji uspeh kariere je dosegel na Dirki po Španiji leta 2010, ko je osvojil tretje mesto v skupnem seštevku, ob tem pa še etapni zmagi na posamičnem in ekipnem kronometru. Slednjo je dosegel tudi na dirki leta 2015. Leta 2011 je dosegel svojo najboljšo skupno uvrstitev na Dirki po Franciji z osemnajstim mestom, leto za tem pa je zmagal na Dirki po Omanu. Trikrat je postal slovaški državni prvak v kronometru.